# Zelfportret op jeugdige leeftijd (ca. 1628)
Zelfportret op jeugdige leeftijd is een zelfportret van de Hollandse kunstschilder Rembrandt van Rijn uit circa 1628, olieverf op paneel, 22,6 × 18,7 centimeter. Het is een van de vroegst bekende geschilderde zelfportretten van Rembrandt. Het schilderij behoort sinds 1960 tot de collectie van het Rijksmuseum Amsterdam, aanvankelijk in bruikleen van kunsthandelaar Daan H. Cevat, van wie het in 1977, met hulp van onder meer de Vereniging Rembrandt, definitief werd verworven.

## Context
Van geen schilder uit de zeventiende eeuw zijn meer zelfportretten bekend dan van Rembrandt. Hij maakte 40 zelfportretten in verf, 31 etsen en nog tientallen tekeningen van zichzelf. De keren dat hij zich in Bijbel- en historiestukken liet figureren zijn dan nog niet eens meegerekend. Het hier besproken Zelfportret op jeugdige leeftijd is het vroegste zelfportret in verf dat van hem bekend is.
Veel van Rembrandts zelfportretten, met name zijn etsen en tekeningen, dragen het karakter van studies. Vaak zijn het tronies waarmee hij gezichtsuitdrukkingen uitprobeerde, die hij dan later weer gebruikte in grotere werken. Vooral waar het ging om moeilijke expressies kon hij eindeloos zijn grimassen bestuderen in de spiegel. Ook het hier besproken paneel draagt duidelijk elementen van een studie in zich.

## Afbeelding
Zelfportret op jeugdige leeftijd toont de kunstenaar in een ontspannen toestand. Daarmee is het portret duidelijk geen tronie, gericht op de studie van grimassen. De jonge schilder concentreert zich vooral op de werking van het licht en hoe dat valt op verschillende materialen, waaronder de huid en de wand. Daarbij is sprake van clair-obscur. De ogen, toch het belangrijkste deel van het gezicht, en het voorhoofd, vallen volledig in de schaduw. In eerste instantie valt nauwelijks op dat de schilder de kijker direct in de ogen ziet.

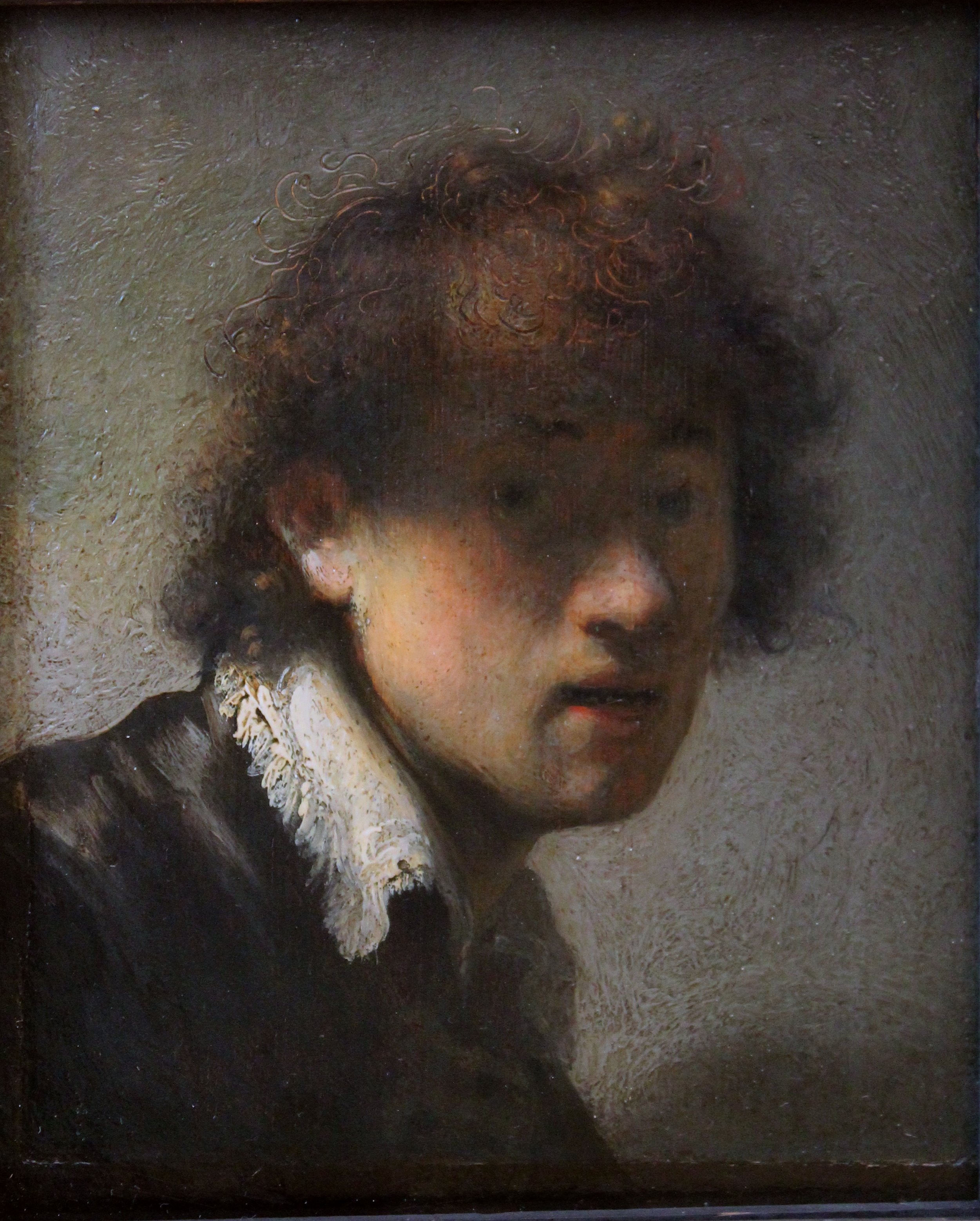
Zelfportret op jeugdige leeftijd, versie 1629, Alte Pinakothek, München.

De invalshoek van belichting in het werk is verre van gebruikelijk. Het naar links gewende borstbeeld wordt van achteren beschenen door een sterk strijklicht. Het licht schijnt enkel op een deel van de schouder, de nek, het rechteroor en de kaak, en via de wang nog een beetje op mond en op het puntje van de neus. De verfbehandeling is gevarieerd, al naargelang de sterkte van het licht. Met dikke pasteuze verf geeft hij de plek weer waar het licht hem voor het eerst raakt, bij de hals, waarbij de glans van zijn jas bijna net zo wit is als zijn kraag. Ook de nek en de oorlel zijn met dikke pasteuze verf geschilderd. Meer naar de schaduw toe wordt het verfoppervlak echter dunner. Het verder van de lichtbron verwijderde hooglicht op de neus is het minst pasteus uitgewerkt. Ook de textuur van de verf is daar verfijnder.
Opvallend is de transparante wijze waarop Rembrandt de lichtinval op zijn krullende haar uitwerkt. Om zo nu en dan een haar op te lichten gebruikt hij de achterkant van zijn penseel, waarmee hij krast in de nog natte verf. Net zo bijzonder is zijn aandacht voor de grotendeels in tegenlicht weergegeven muur op de achtergrond: de textuur van de verf wordt gebruikt om een gepleisterde wand te suggereren, welke hij met korte pasteuze toetsen uitwerkt en waardoorheen de lichte ondergrond soms bijna zichtbaar wordt. Het oppervlak is bedekt met een variëteit aan verfstructuren, waarmee Rembrandt de werkelijkheid met grote nauwkeurigheid benadert en als amper tweeëntwintigjarige reeds zijn buitengewone technische vaardigheid toont.
Een jaar na de voltooiing van dit werk, in 1629, schilderde Rembrandt nog een gelijkend zelfportret, het gezicht iets anders belicht, thans behorend tot de collectie van de Alte Pinakothek te München.

## Datering
Het Rijksmuseum waar het hangt en het Rembrandt Research Project geven als datering circa 1628. Volgens P. van Thiel (1989) is het waarschijnlijk in 1628 geschilderd, maar ook hij houdt voor de zekerheid circa 1628 aan.

## Herkomst
Op 27 mei 1959 werd het in Londen via het veilinghuis Sotheby's verkocht aan de kunsthandelaar Daan H. Cevat voor 1.700 Britse pond. In 1960 werd het in bruikleen gegeven aan het Rijksmuseum Amsterdam en in 1977 voor 1,8 miljoen gulden gekocht door hetzelfde museum, met steun van de Vereniging Rembrandt, de Stichting tot Bevordering van de Belangen van het Rijksmuseum, het Prins Bernhardfonds, de Commissie voor Fotoverkoop en het ministerie van Cultuur, Recreatie en Maatschappelijk Werk.